# La Tablée populaire
La Tablée populaire, créée en 1989 sous le nom de Café Rencontre Drummond, est un organisme communautaire québécois situé à Drummondville dans la MRC de Drummond dans le Centre-du-Québec. L'organisme vient en aide aux personnes exclues et démunies au travers de ses repas à prix modique, sa distribution de repas dans les écoles primaires et ses nombreuses activités et programmes.

## Sa mission
La mission de La Tablée populaire est d’offrir un milieu de vie aux personnes exclues et démunies.
Dans cette optique:
La Tablée populaire a pour objectif de briser leur isolement et de leur fournir un support aux niveaux social, psychologique, physique et affectif afin de les aider à sortir du cercle vicieux de l’appauvrissement et de leur rendre une certaine dignité et autonomie.

## Historique

### Le Café Rencontre
Le 16 février 1989 naît l'organisme Le Café Rencontre à la suite d'un besoin manifesté par des personnes exclues et démunies de Drummondville voulant se sortir de leur isolement et de briser le cercle vicieux de l'appauvrissement. Le Café commence ses activités en septembre dans un local du Complexe socio-communautaire de Drummondville. Une personne y est engagée grâce à un programme de subvention et on y compte quelques bénévoles.
En 1991, l'organisme déménage sur la rue Brock. La fréquentation du Café augmente et il diversifie ses services en offrant des repas à prix modique; il consolide son volet d'accueil, d'écoute, de référence et ses activités éducatives dans son nouveau local de la rue Brock.
En 1995, le Café Rencontre déménage sur la rue Corriveau, dans l'immeuble antérieurement occupé par la Légion canadienne ; Le Café partage l’édifice avec un nouvel organisme : le Comptoir alimentaire. Première campagne de financement sans président d'honneur. La Loto Voyages voit le jour au travers de la première campagne de financement, cette première campagne permet de récolter 23 000 $.
En 1996, le Café Rencontre relève la tête. Après une période difficile, L'équipe du Café Rencontre lance sa deuxième campagne de solidarité avec l'apparition de plusieurs volets, c'est aussi la première campagne soutenue par un président d'honneur.

### Changement de nom
En 1997, le Café rencontre change de nom pour La Tablée populaire, une appellation beaucoup plus représentative de ses activités.
En 1999, l’acquisition d'une ancienne pharmacie sur la rue Loring permet à l'organisme de poursuivre son développement. La Tablée a maintenant l’espace nécessaire pour développer ses services et mieux répondre aux besoins de la clientèle.
En 2000, l'activité de financement la Loto-Maison devient le volet de prestige de la campagne de financement de La Tablée populaire. Mme Diane Martin est la première porte-parole. 
Naissent également en 2000 les Petits dîners de la Tablée, qui permettent à des enfants défavorisés des écoles primaires, de se nourrir avec un repas complet. Ces repas sont parrainés par des industriels mais aussi des particuliers et des clubs sociaux de la région.

### Création du Groupe de La Tablée populaire
En 2003, la Tablée populaire se scinde et crée le Groupe de La Tablée populaire qui compte quatre corporations :
- La Tablée populaire, qui poursuit sa mission première : Accueil, repas à prix modique et éducation populaire;
- Le Plateau de travail de La Tablée populaire;
- Les Petits dîners de La Tablée (aujourd'hui connu sous Les P'tites boîtes à lunch);
- La Fondation de La Tablée populaire.

En 2009, le Groupe de La Tablée populaire compte désormais 16 employés permanents, 250 bénévoles et 49 participants au Plateau de Travail. 

## Les quatre corporations

### La Tablée populaire
La Tablée populaire est un milieu de vie qui offre des repas à prix modique pour les personnes à faible revenu. La mise en place d'une carte-repas leur permet de réaliser des économies et de simplifier l'organisation de leur budget mensuel. 
Au total ce sont plus de 25 000 repas qui sont servis par année.
Une équipe d'intervenants travaille à accueillir et à référer la clientèle afin que celle-ci puisse subvenir à ses propres besoins et puisse s'intégrer plus facilement au sein de la société. Cela permet également une orientation vers le milieu de travail le plus adéquat pour chacune des personnes.
Le service d'éducation populaire propose des activités éducatives (atelier de théâtre, initiation à l'informatique, création artistique, etc.) afin de stimuler le développement personnel et de favoriser une plus grande autonomie, amenant une meilleure qualité de vie. Le service propose également des activités qui ont pour but de créer des interactions entre les différents participants, permettant un échange interpersonnel et un partage des compétences et intérêts.
La Tablée populaire met au service de sa clientèle le bloc sanitaire composé de laveuses (lave linge), sécheuses (sèche linge) et de douches ainsi qu'un service de coupe de cheveux afin d'aider les plus démunis d'entre eux, qui ne peuvent accéder à ces besoins primaires.
De plus, une intervenante donne à la clientèle une formation sur la prise en charge de leur santé.
La Chorale « l'Envol du chœur » a débuté en 2001 ; initiée par la clientèle et soutenue par les intervenants, elle vise à aider ses membres à avoir une meilleure estime de soi. Actuellement la chorale a effectué de nombreuses représentations et a sorti deux CD.

### Le Plateau de travail de La Tablée populaire
Le Plateau de travail de La Tablée populaire a pour mission d'encadrer des personnes à employabilité réduite dans le but de les orienter dans le marché de l'emploi.
Il offre aux gens inscrits l'occasion d'acquérir ou de retrouver des habiletés de travail en participant à des programmes gouvernementaux d'intégration sociale et d'insertion à l'emploi. Le Plateau de Travail leur procure ainsi une expérience pratique et les oriente efficacement vers le marché du travail.
En 2004, plus de 480 personnes furent encadrées par ce groupe.
À l'automne 2006, l'organisme a mis sur pied une extension de son Plateau de Travail grâce à des ententes avec des entreprises et Emploi-Québec pour parrainer des individus afin qu’ils puissent acquérir une expérience de travail réelle en entreprise. Dans le cadre du programme IPAC un bloc sanitaire a été aménagé, un programme de formation en santé globale a été conçu; on commence aussi à faire de l’intervention de milieu pour aider les gens isolés dans les parcs. En 2009, l'expérience se fait en relation avec le projet Loto-Maison et des jeunes intéressés par le milieu de la construction.

### Les p'tites boîtes à lunch
Anciennement connu sous le nom de Petits dîners de la tablée, il s'agit d'un service gratuit de préparation et de livraison, tous les jours de classe, de repas du midi et de déjeuners au matin aux élèves démunis des écoles du secteur primaire de la MRC de Drummond. Ce service vise à donner une alimentation équilibrée à des enfants afin qu'ils puissent suivre avec attention leurs cours. 
En 2004, quatre ans après sa création, l'organisme fournissait en moyenne 125 boîte à lunch à chaque jour de classe. En 2009, ce nombre atteignait les 165 et l'organisme avait distribué plus de 190 000 dîners au total,.
En 2008, La Tablée populaire étend ses services en incluant un déjeuner pour les 165 enfants qui reçoivent déjà un dîner dans le cadre du programme. Cet apport viendra modifier le nom de la corporation en décembre 2009.

### La Fondation de La Tablée populaire
La mission essentielle de ce volet du Groupe de La Tablée populaire est de recueillir des fonds par le biais de diverses activités de financements et de les redistribuer aux trois autres corporations.
Différentes activités ont été créées pour soutenir les p'tites boîtes à lunch (alias Petits Dîners) comme le parrainage d'enfants, mais aussi des soirées thématiques. Deux activités majeures de l'organisme sont la Loto-Voyages et la Loto-Maison. Comme plusieurs associations affiliées à Banques alimentaires Québec, La Tablée est bénéficiaire de la Grande Guignolée des Médias.

#### Loto-voyages
Le Loto-voyages, créé en 1995 en association avec une agence de voyages, permet de gagner un voyage grâce à l'achat d'un billet de loterie. 
Être un Nouveau Robin des Bois est une formule permettant à des entreprises de la région de soutenir La Tablée populaire.
Des tirelires identifiées aux p'tites boîtes à lunch sont installées sur les comptoirs de plusieurs commerces de Drummondville et de la région. 

#### Loto-Maison
La campagne phare du Groupe de La Tablée populaire est sans conteste La Loto Maison. Cette activité donne une forte visibilité à l'association. Chaque année depuis 2000, un gros lot composé d'une maison et de prix atteignant 300 000 $ peut être gagné grâce à l'achat d'un billet de loterie de 10 $. Les différents porte-paroles furent : 
- Mme Diane Martin (2000 - 2005)
- M. Gilles Latulippe (2005 - 2007)
- M. Louis Morissette (2007 - ), sa présence permet à La Tablée populaire de participer à l'émission « Paquet voleur » de la télévision de Radio-Canada.

#### La Grande Marche
Créée en 2009, La Grande Marche propose une randonnée pédestre en Alsace où les participants doivent récolter des dons pour y participer. La Marche de 2011, en Corse prévoit un profit triple par rapport aux deux versions précédentes.